# Mimbach (Blieskastel)
Mimbach ist ein Stadtteil von Blieskastel im saarländischen Saarpfalz-Kreis.  Bis Ende 1973 war Mimbach eine eigenständige Gemeinde im Landkreis Homburg.

## Geographie
Mimbach liegt im Bliesgau rund 2 km südöstlich von Blieskastel an der Einmündung des Schelmenbaches in die Blies auf einer Höhe von rund 227 m ü. NHN.

## Geschichte
Die schriftliche Überlieferung setzt im 8. Jahrhundert ein. Bereits in der zweitältesten Urkunde des Klosters Hornbach vom 12. Mai 796 übergibt Graf Wido den Weiler „Myndenbach“ als Prekarie an das von seinen Voreltern gestiftete Kloster Hornbach zugunsten seines und seines Bruders Warinus Seelenheil. Die Abtei wurde dadurch Gerichts- und Grundherr in der Gemarkung, zu der auch die Orte „Weibenau“, das heutige Webenheim, „Frieshausen“, der heutige Freishauserhof, und „Scheldenburn“, heute der Grünbacherhof, zählten. Die Orte unterstanden nach 1459 dem Fürstentum Pfalz-Zweibrücken. Mimbach war Sitz der Pfarrei, während Webenheim Mimbach nach dem Dreißigjährigen Krieg an Einwohnerzahl übertraf und zum Sitz der Schultheißerei wurde. In Mimbach und Webenheim überstanden mehrere Familien den Krieg, so dass sich dort über den Dreißigjährigen Krieg hinaus die alte Mundart halten konnte, die sich von der Mundart in den umliegenden Orten deutlich unterschied. 1816 mit der Pfalz bayerisch geworden, bildete das Dorf bis 1843 mit Webenheim eine Gemeinde. In diesem Jahr wurde der Bann im Verhältnis der Einwohnerzahlen aufgeteilt. Bei der Volksabstimmung am 13. Januar 1935 sprachen sich in Mimbach 99,1 % der 494 Wahlberechtigten für die Rückgliederung des Saargebietes an das Deutsche Reich aus, nur vier Stimmen für den Status quo. Damit hatte Mimbach vor allen anderen Gemeinden des Saargebiets die höchste Zustimmung für die Rückgliederung erzielt.
Im Rahmen der saarländischen Gebiets- und Verwaltungsreform wurde die bis dahin eigenständige Gemeinde Mimbach am 1. Januar 1974 der Stadt Blieskastel zugeordnet. Mimbach ist seitdem ein Stadtteil und ein Gemeindebezirk.

## Politik
Ergebnis der Bundestagswahl vom 24. September 2017.
Erststimme
- CDU: 26,2 %
- SPD: 35,0 %
- DIE LINKE: 12,9 %
- GRÜNE: 6,0 %
- AFD: 11,5 %
- FDP: 4,6 %
- ANDERE: 3,8 %

Die Wahlbeteiligung lag bei 78,2 %.

### Ortsrat
Ergebnis der Ortsratswahlen vom 25. Mai 2014:
- SPD: 67,9 %, 6 Sitze
- CDU: 32,1 %, 3 Sitze

(Stand: Mai 2014)

### Ortsvorsteher
Ortsvorsteher ist seit dem 10. Juli 2009 Gerd Weinland.

## Sehenswürdigkeiten

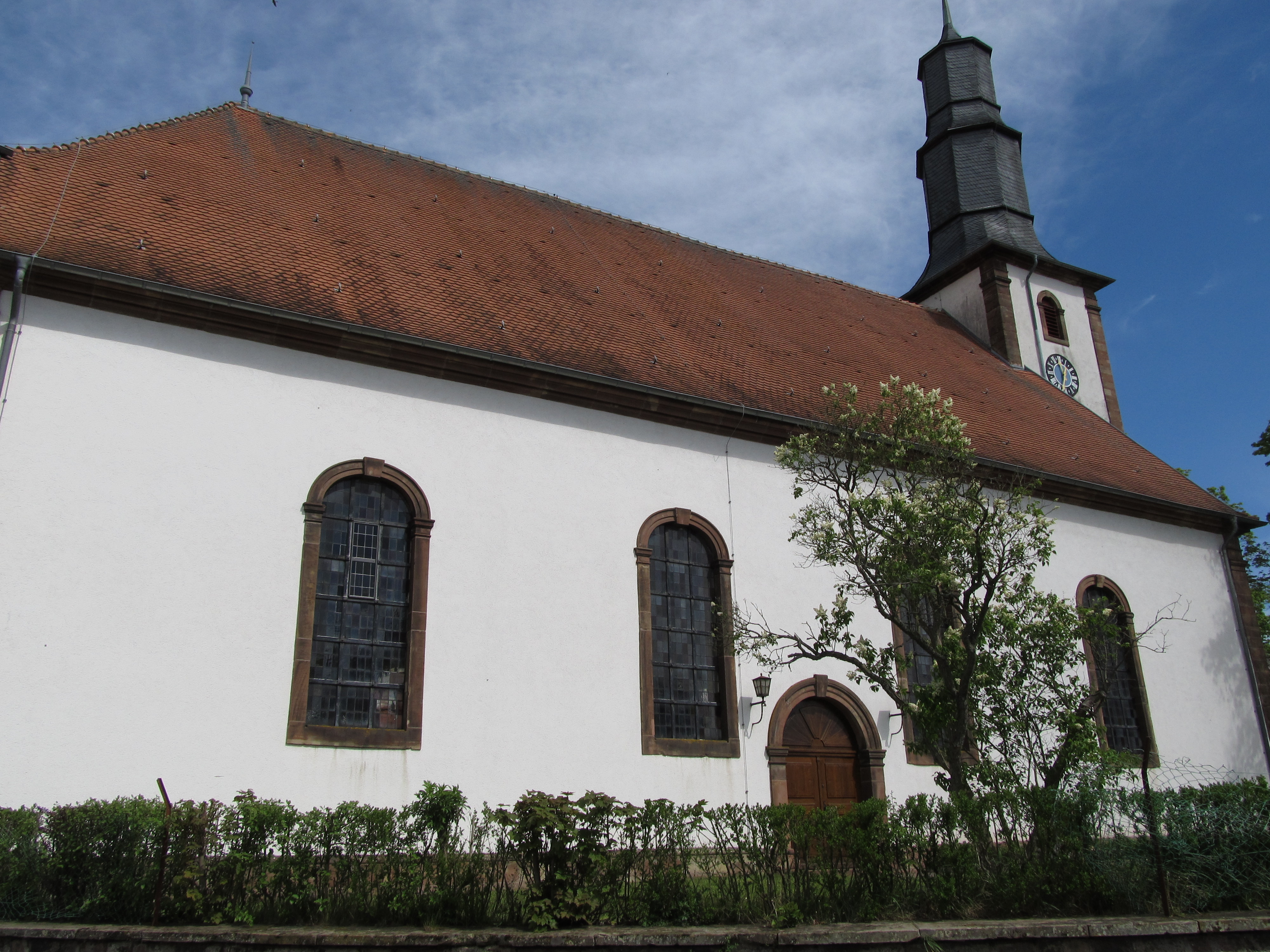
Protestantische Kirche im Ortskern von Mimbach

Sehenswert ist die protestantische Christuskirche. Das Langhaus, ein einfacher Rechteckbau mit vier Fensterachsen, wurde 1767/69 erbaut. Gleichzeitig wurde der Kirchturm, dessen unterer Teil aus dem 14. Jahrhundert stammt, erhöht. Wegen ihrer Größe wird die Kirche auch „Dom des Bliestals“ genannt. Baumeister war der pfalz-zweibrückische Landbaudirektor Hellermann. Ihr Innenraum stellt ein typisches Beispiel für eine calvinistisch-nüchterne Betsaalkirche dar. Das Kirchengebäude wird als die bedeutendste Anlage des protestantischen Kirchenbaus des 18. Jahrhunderts im ganzen Saarpfalz-Kreis angesehen.
In den Gassen um die Kirche, dem alten Ortskern, und zur Bliesmühle hinunter finden sich noch einige denkmalgeschützte Bauernhäuser aus dem 18. und 19. Jahrhundert.